# Kaibara Ekken

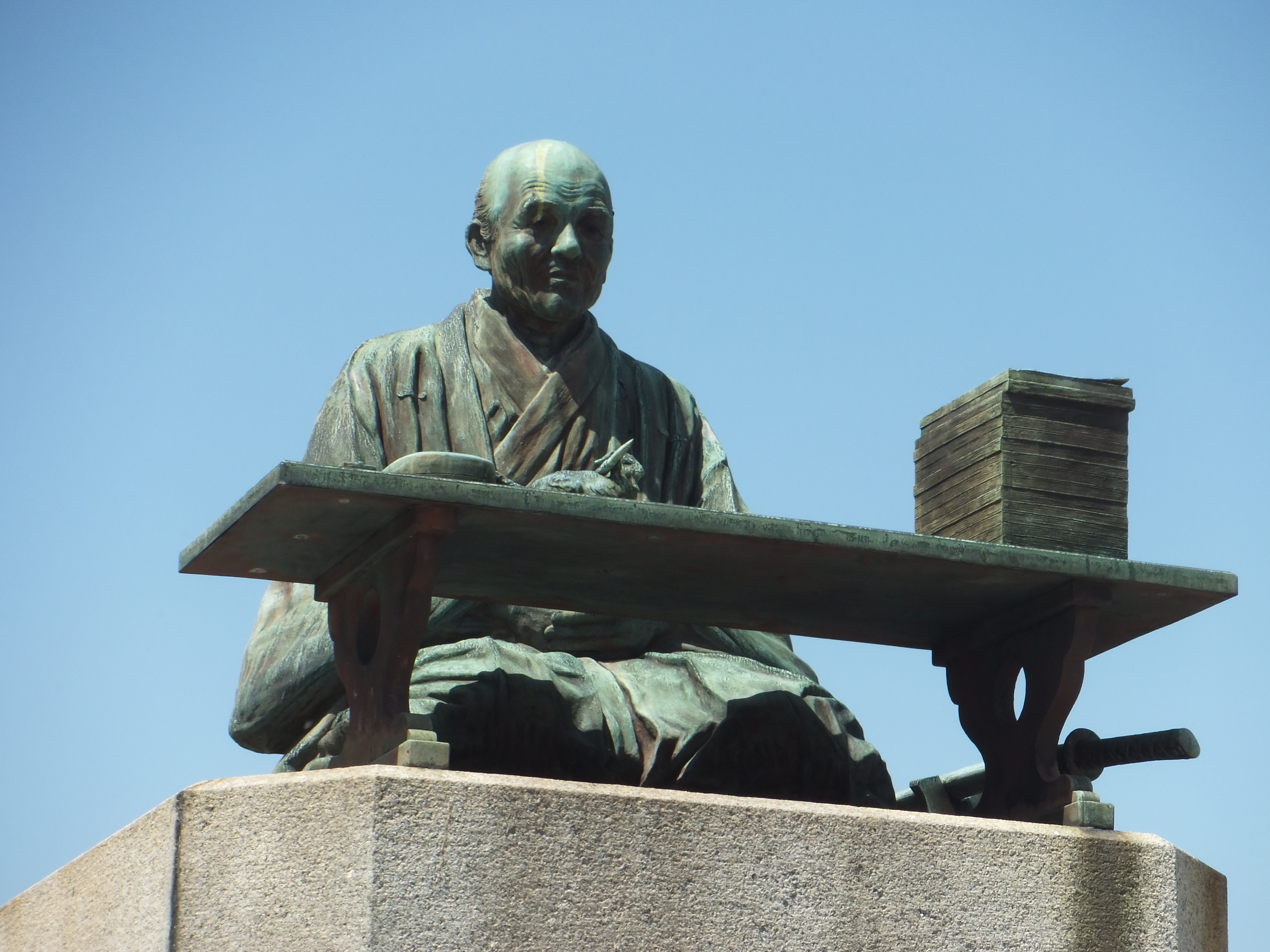
Statue en bronze de Kaibara Ekken au Kinryū-ji de Fukuoka.

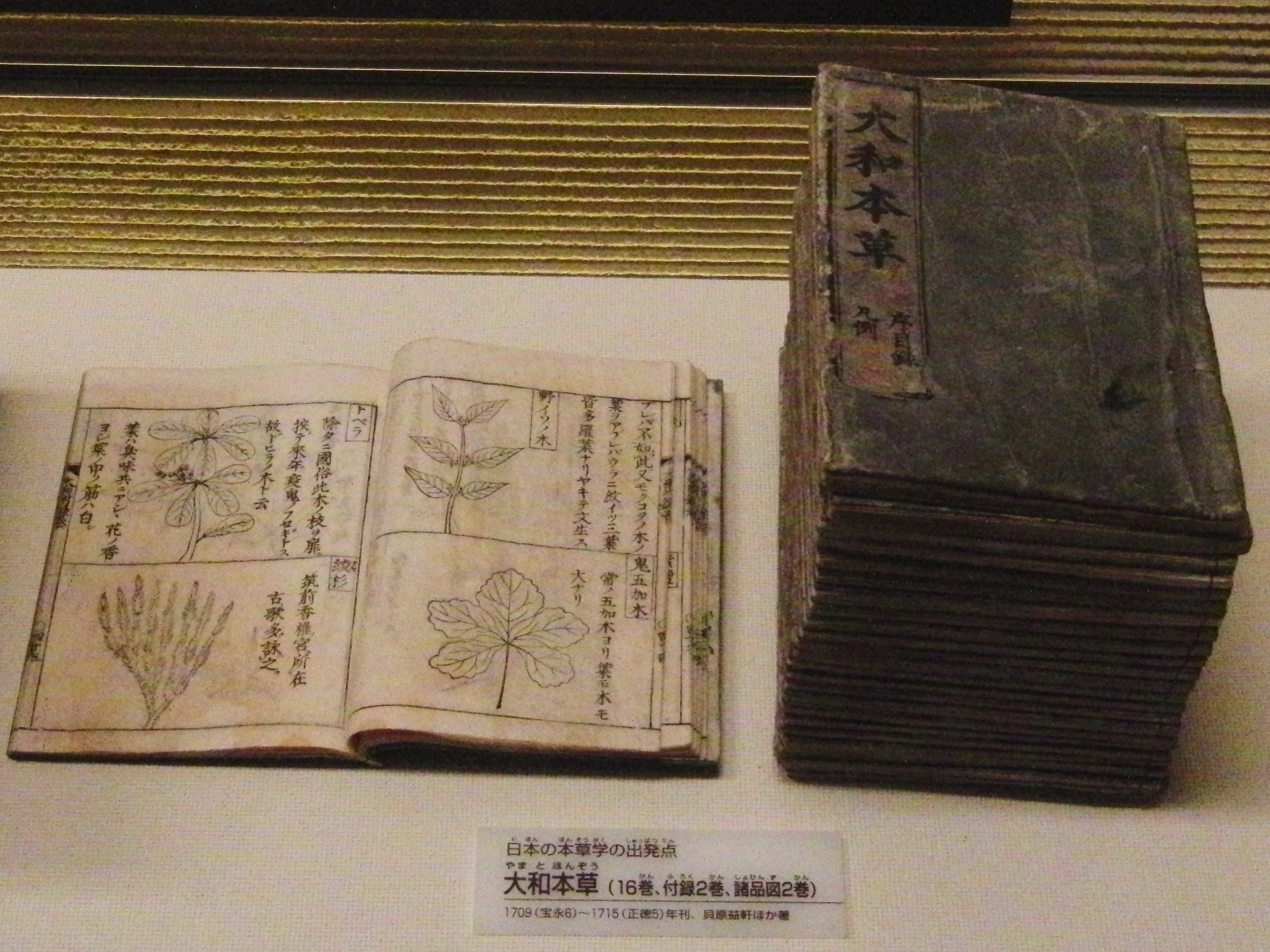
Le Yamato honzō, livre de botanique de Kaibara Ekken datant de 1709 (exposé au Musée national de la nature et des sciences de Tokyo).

Kaibara Ekken est un nom japonais traditionnel ; le nom de famille (ou le nom d'école), Kaibara, précède donc le prénom (ou le nom d'artiste).
Kaibara Ekken (貝原 益軒) ou Ekiken, aussi connu sous le nom d'Atsunobu (篤信), né le 17 décembre 1630 au domaine de Fukuoka et décédé à l'âge de 83 ans le 5 octobre 1714, est un botaniste et philosophe néoconfucianiste japonais.

## Biographie
Issu d'une famille de conseillers des daimyo du domaine de Fukuoka dans la province de Chikuzen (actuelle préfecture de Fukuoka), Kaibara accompagne son père à Edo en 1648 puis est envoyé à Nagasaki pour étudier la science occidentale un an plus tard. Sur l'insistance de son père, il continue ses études en tant que rōnin de 1650 à 1656. Il revient ensuite au service du clan Kuroda qui lui permet de continuer ses études à Kyoto. À la mort de son père en 1665, il retourne à Fukuoka.
Les deux plus importantes contributions de Kaibara à la culture japonaise sont l'étude de la nature basée sur un mélange de la science naturelle occidentale et du néoconfucianisme, et la traduction des complexes écrits néoconfucéens en japonais véhiculaire.
Dans le domaine scientifique, Kaibara se confine uniquement sur la botanique et le Materia medica (en) et se concentre sur les « lois de la nature ». Kaibara est à l'époque aussi célèbre au Japon que Charles Darwin aujourd'hui pour ses apports scientifiques. Il fait progresser l'étude de la botanique au Japon avec son ouvrage Yamato honzō (« Herbes médicinales du Japon »), une étude séminale des plantes japonaises. Le japonologue allemand Philipp Franz von Siebold le surnomme l'« Aristote du Japon ».
Kaibara est également connu pour ses manuels de savoir-être, comme le changement du système éthique confucéen basé sur les enseignements de Zhu Xi vers des manuels d'« aide à soi-même ». En tant qu'enseignant et philosophe, il apparaît que le principal but de Kaibara dans la vie est de faire avancer la pensée néoconfucéenne dans la culture japonaise. Dans ce contexte, il est surtout connu pour ses ouvrages « Préceptes pour enfants » et « La Grande étude des femmes (en) » (Onna daigaku), mais les universitaires modernes pensent qu'ils furent en réalité écrits par d'autres auteurs. Bien que ses premières œuvres sont incontestablement de sa plume, la plus ancienne copie existante (1733) se termine avec les lignes « comme enseigné par notre professeur Ekiken Kaibara » et l'éditeur de l'époque note que le texte fut écrit à partir de conférences de « notre professeur Kaibara ».

## Œuvres
- Dazaifu jinja engi (Histoire du Dazaifu Tenman-gū)[3]
- Jingikun (Leçons sur les divinités)[3]
- La Grande étude des femmes (en), c. 1729[4].
- Shinju heikō aimotorazaru ron (Traité sur la non-divergence du Shinto et du Confucianisme)[3]
- Yamato honzō (Herbes médicinales du Japon ), 1709.
- Yamato sōhon (Herbes du Japon)[5]
- Yōjōkun (Le livre des principes de vie nourrissants), 1713[5]

## Source de la traduction
- (en) Cet article est partiellement ou en totalité issu de l’article de Wikipédia en anglais intitulé « Kaibara Ekken » (voir la liste des auteurs).